# Sergio Franchi
Sergio Franchi, pseudonimo di Sergio Franci Galli (Codogno, 6 aprile 1926 – Stonington, 1º maggio 1990), è stato un tenore e attore italiano naturalizzato statunitense.

## Biografia
Nato a Codogno nel 1926, iniziò a studiare Ingegneria, come avrebbe desiderato il padre, ma presto si appassionò della musica Lirica. Nel 1947 si trasferì con la famiglia in Sudafrica, continuando a studiare musica e canto; tornò successivamente in Italia per studiare canto come tenore.

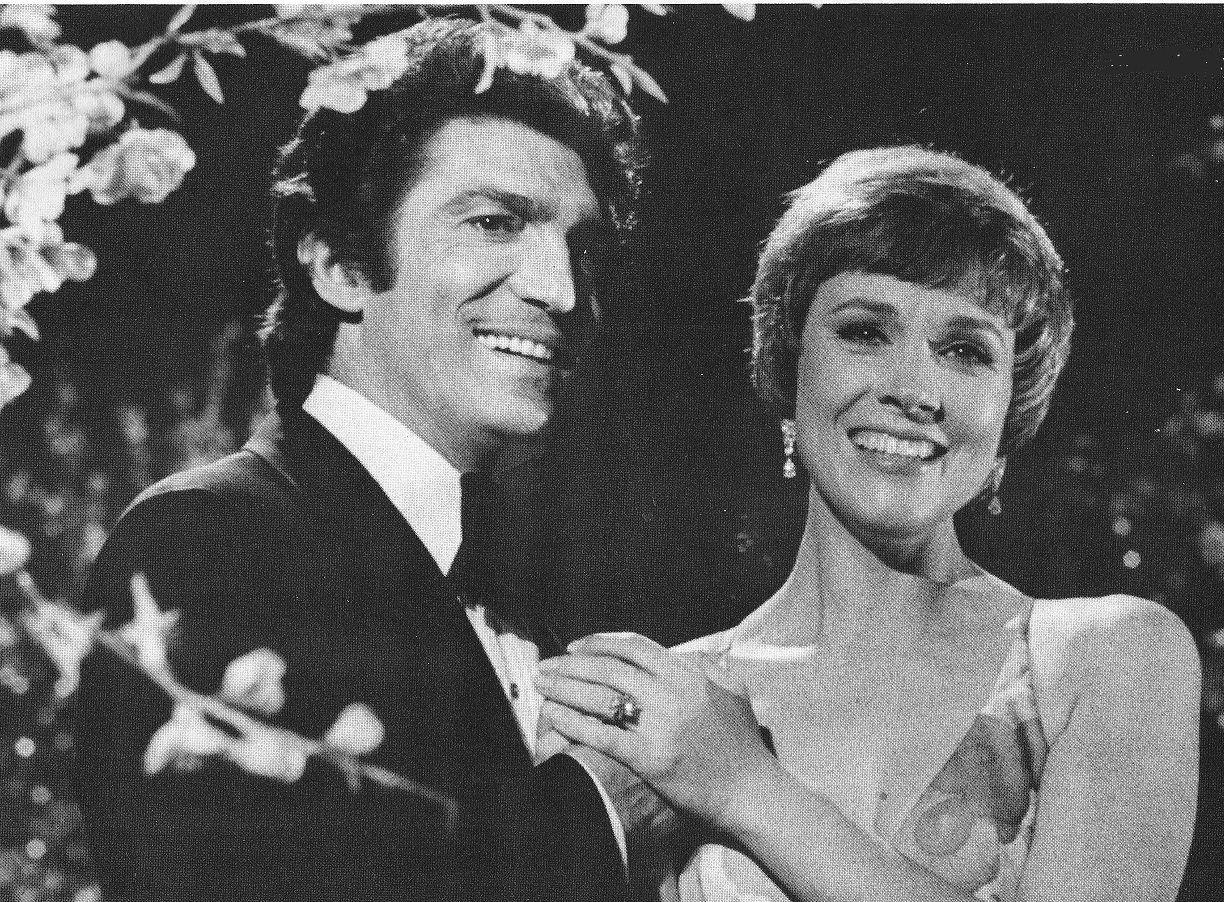
Sergio Franchi con l'attrice Julie Andrews al Julie Andrews Show nel 1973

Firmato un contratto con la Durium incise alcuni 45 giri e nel 1961 partecipò alla Sei giorni della canzone con Se due sguardi si incontrano.
Nel 1962 la famiglia si trasferì definitivamente negli USA e Sergio divenne, nel 1972, un cittadino statunitense.
Il successo arrivò nel 1965 quando partecipò al musical Do I Hear a Waltz?, che ebbe ben 200 repliche. Notevole successo ottenne nel 1983 con la partecipazione al musical Nine.
Portò alla ribalta la musica lirica italiana negli Stati Uniti, non dimenticandosi mai delle sue origini. Dopo la sua morte, avvenuta a causa di un tumore al cervello, la seconda moglie Eva istituì a Stonington nel Connecticut la Sergio Franchi Foundation, diventata presto una scuola per giovani talenti lirici.

## Filmografia
- Sing, aber spiel nicht mit mir (1963)
- Il segreto di Santa Vittoria, regia di Stanley Kramer (1969)
- Musical Comedy Tonight II (1981)

## Teatro
- Do I Hear a Waltz?, libretto di Arthur Laurents, testi di Stephen Sondheim, colonna sonora di Richard Rodgers, regia di John Dexter. 46th Street Theatre di Broadway (1965)
- Nine, colonna sonora e testi di Maury Yeston, libretto di Arthur Kopit, regia di Tommy Tune. 46th Street Theatre di Broadway (1983)

## Doppiatori
- Cesare Barbetti in Il segreto di Santa Vittoria

## Altre immagini

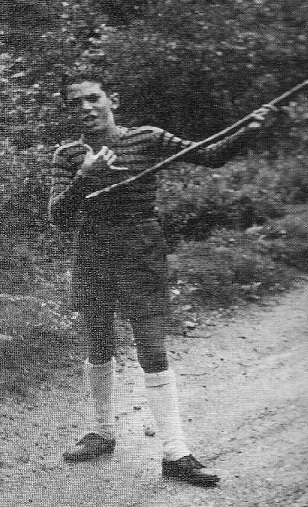
Sergio Franchi da bambino, in Italia.